# Arthur Annesley, 1. Earl of Anglesey

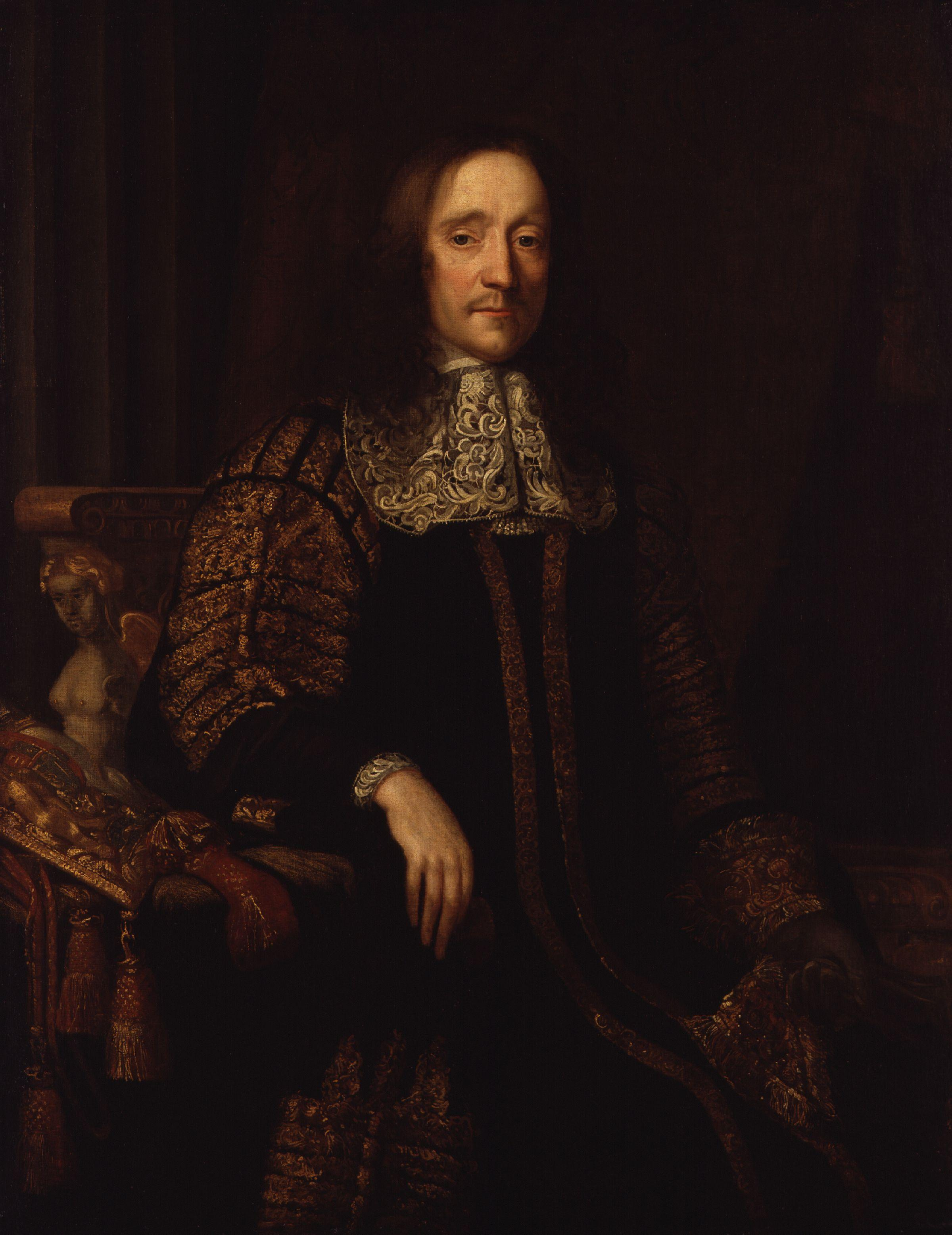
Arthur Annesley, 1. Earl of Anglesey, 1676

Arthur Annesley, 1. Earl of Anglesey (* 10. Juli 1614 in Dublin; † 6. April 1686) war ein anglo-irischer Adliger und Staatsmann.

## Leben
Er war der älteste Sohn des Francis Annesley, 1. Viscount Valentia (1583–1660), aus dessen erster Ehe mit Dorothy Philipps, Tochter des Sir John Philipps, 1. Baronet, Gutsherr von Picton Castle. Er war verwandt mit dem puritanischen Pastor Samuel Annesley und somit auch mit dessen Tochter Susanna Wesley (geborene Annesley) sowie John und Charles Wesley, den Mitbegründern der Methodisten.
1634 schloss er sein Studium am Magdalen College der Universität Oxford als Bachelor of Arts ab und wurde im selben Jahr in die Rechtsanwaltskammer Lincoln’s Inn aufgenommen. Anschließend unternahm er eine Grand Tour nach Kontinentaleuropa.
Von 1647 bis 1653 war er als Abgeordneter für Radnorshire und 1660 für Carmarthenshire Mitglied des englischen House of Commons sowie von 1659 bis 1660 als Abgeordneter für Dublin Mitglied des irischen House of Commons.
1660 erbte er von seinem Vater dessen irischen Adelstitel Viscount Valentia. 1661 wurden ihm zudem die englischen Adelstitel Earl of Anglesey und Baron Annesley verliehen. Er wurde dadurch Mitglied sowohl des irischen, als auch des englischen House of Lords.
1660 amtierte er als Vorsitzender des englischen Council of State. Unter König Karl II. war er von 1660 bis 1667 Vice-Treasurer of Ireland und von 1667 bis 1668 Treasurer of the Navy. 1661 wurde er ins Privy Council aufgenommen und von 1673 bis 1682 war er Lordsiegelbewahrer.

## Ehe und Nachkommen
Annesley heiratete 1638 Elizabeth Altham (1620–1698), Tochter des Sir James Altham, Gutsherr von Oxhey in Hertfordshire. Das Paar hatte sieben Söhne und sechs Töchter:
- James Annesley, 2. Earl of Anglesey (1645–1690), ⚭ 1669 Lady Elizabeth Manners († 1700), Tochter des John Manners, 8. Earl of Rutland;
- Altham Annesley, 1. Baron Altham (1650–1699);
- Very Rev. Hon. Richard Annesley, 3. Baron Altham (1655–1701), anglikanischer Dekan von Exeter, ⚭ Dorothy Davey;
- Hon. Arthur Annesley;
- Hon. Charles Annesley;
- Lady Dorothy Annesley ⚭ 1654 Richard Power, 1. Earl of Tyrone;
- Lady Elizabeth Annesley († 1672), ⚭ Alexander McDonnell, 3. Earl of Antrim;
- Lady Frances Annesley († 1705), ⚭ (1) John Wyndham, Gutsherr von Felbrigg in Norfolk, ⚭ (2) 1668 John Thompson, 1. Baron Haversham;
- Lady Philippa Annesley († 1714/5), ⚭ (1) 1674 Charles Mohun, 3. Baron Mohun, ⚭ (2) um 1690 William Coward, Gutsherr von Wells in Somerset;
- Lady Anne Annesley ⚭ Mr Baker.

## Werke
- A True Account of the Whole Proceedings betwixt ... the Duke of Ormond and ... the Earl of Anglesey (1682).
- A Letter of Remarks upon Jovian (1683).
- The King's Right of Indulgence in Matters Spiritual ... asserted (1688).
- Truth Unveiled, to which is added a short Treatise on ... Transubstantiation (1676).
- The Obligation resulting from the Oath of Supremacy (1688).
- England's Confusion (1659).
- Reflections on a Discourse concerning Transubstantiation.